# Цао Мяньин
Цао Мяньин (кит. упр. 曹棉英; род. 19 июня 1967 или 12 августа 1967, Хайянь, Чжэцзян) — китайская гребчиха, выступавшая за сборную Китая по академической гребле в период 1988—2001 годов. Серебряная призёрка летних Олимпийских игр в Атланте, чемпионка мира, двукратная чемпионка Азиатских игр, участница многих регат национального и международного значения. Также известна как политик, член Коммунистической партии Китая, депутат Всекитайского собрания народных представителей XI созыва.

## Биография
Цао Мяньин родилась 19 июня 1967 года в уезде Хайянь специального района Цзясин провинции Чжэцзян, КНР. Занималась академической греблей во время учёбы в Чжэцзянском спортивном колледже.
Дебютировала на взрослом международном уровне в сезоне 1988 года, когда вошла в основной состав китайской национальной сборной и благодаря череде удачных выступлений удостоилась права защищать честь страны на летних Олимпийских играх в Сеуле. В программе женских парных двоек заняла здесь итоговое пятое место.
В 1989 году побывала на чемпионате мира в Бледе, откуда привезла награду серебряного достоинства, выигранную в зачёте парных двоек — в финале пропустила вперёд только экипаж из Восточной Германии.
На мировом первенстве 1990 года в Тасмании заняла пятое место в распашных рулевых восьмёрках.
В 1991 году на чемпионате мира в Вене была четвёртой в безрульных четвёрках и седьмой в рулевых восьмёрках.
Находясь в числе лидеров гребной команды Китая, благополучно прошла отбор на Олимпийские игры 1992 года в Барселоне. На сей раз оказалась четвёртой в безрульных четвёрках и пятой в рулевых восьмёрках.
После барселонской Олимпиады Цао осталась в составе китайской национальной сборной на ещё один олимпийский цикл и продолжила принимать участие в крупнейших международных регатах. Так, в 1993 году в парных четвёрках она одержала победу на чемпионате мира в Рачице.
В 1994 году в той же дисциплине стала серебряной призёркой на мировом первенстве в Индианаполисе.
На чемпионате мира 1995 года в Тампере была пятой в парных двойках и седьмой в парных четвёрках.
Представляла страну на летних Олимпийских играх 1996 года в Атланте. Вместе с напарницей Чжан Сююнь в решающем финальном заезде парных двоек пришла к финишу второй, уступив только спортсменкам из Канады, и тем самым завоевала серебряную олимпийскую медаль. Также стартовала здесь в парных четвёрках, показав на финише пятый результат.
В 2001 году на чемпионате мира в Люцерне заняла пятое место в безрульных четвёрках и на том завершила спортивную карьеру.
Окончив Пекинский спортивный университет, впоследствии работала тренером в женской сборной Китая по академической гребле.
Член Коммунистической партии Китая. В 2008 году стала депутатом Всекитайского собрания народных представителей XI созыва, где неоднократно выступала по теме развития спорта в стране.